# Masicera cubensis
Masicera cubensis är en tvåvingeart som först beskrevs av Macquart 1848.  Masicera cubensis ingår i släktet Masicera och familjen parasitflugor.
Artens utbredningsområde är Kuba. Inga underarter finns listade i Catalogue of Life.